# سانتاماريا
سانتاماريا (بالبرتغالية: Santamaria‏) هو لاعب كرة قدم برتغالي في مركز الدفاع، ولد في 11 فبراير 1982 في Pontinha (Odivelas) ‏ في البرتغال. شارك مع منتخب البرتغال تحت 20 سنة لكرة القدم ومنتخب البرتغال تحت 21 سنة لكرة القدم. أما مع النوادي، فقد لعب مع إستريلا دا أمادورا وبونفيرادينا وسبورتينغ لشبونة ب وسبورتينغ لشبونة ونادي أولهانينسي.

## وصلات خارجية
- سانتاماريا على موقع قاعدة بيانات كرة القدم.إي يو (الإنجليزية)
- سانتاماريا على موقع Soccerway.com (الإنجليزية)